# Biblioteca Agropecuaria de la UNNE
La Biblioteca Agropecuaria de la UNNE (BAUNNE) es un biblioteca universitaria situada en la ciudad de Corrientes que brinda sus servicios a la comunidad académica de la Universidad Nacional del Nordeste (UNNE). 

## Historia
Los antecedentes históricos de la biblioteca datan desde antes de la creación de la Universidad Nacional del Nordeste (UNNE)  
Su origen de su historia se remonta el 27 de septiembre de 1919 cuando se crea la Universidad Nacional del Litoral, el artículo 20 de la ley establecía las facultades que formaban dicha Universidad, entre las cuales se encontraba la Facultad de Agricultura, Ganadería e Industrias Afines (FAGIA) con sede en la ciudad de Corrientes, y otras en Santa Fe, Rosario y Paraná 
Fue en 1920 al producirse la aprobación del plan de estudios y que se establece creación de la biblioteca de dicha institución, con los primeros alumnos inscriptos en: Agronomía, Veterinaria, Perito Agrícolo-Ganadero y Capataces Rurales. 
La Ley n.° 10 861, según el decreto ley N.º 22 229 del 14 de diciembre de 1956, creó la UNNE. 
Hasta 1974, existía una única biblioteca de la UNNE dedicada a las ciencias agropecuarias, hasta que se produjo la separación y creación de la Facultad de Ciencias Agrarias (FCA) y la Facultad de Ciencias Veterinarias (FCV) con sus respectivas bibliotecas.
En 2005, las bibliotecas de ambas Facultades se fusionaron, pero no así las instituciones madres, produciendo la creación de la Biblioteca Agropecuaria, por resolución N.° 456 del Consejo Superior del Rectorado. 
La BAUNNE fue inaugurada el 24 de octubre de 2005, surgiendo de la fusión de las exbibliotecas de la FCA y la FCV.

## Objetivo de la fusión
El objetivo de la fusión se presentó como:
“… integración horizontal de las Unidades Académicas que debe ser alentado y cuyo objetivo es superar los aislamientos institucionales que permita una gestión eficiente y una mejor utilización de los recursos humanos, documentales y tecnológicos, existentes.” (Resolución N.º 456/2005 del Consejo Superior)
Se pretende así optimizar la utilización de la colección y la disponibilidad de ejemplares en cantidad y actualidad.